# Aquazoo – Löbbecke Museum
Koordinaten: 51° 15′ 23″ N, 6° 44′ 59″ O

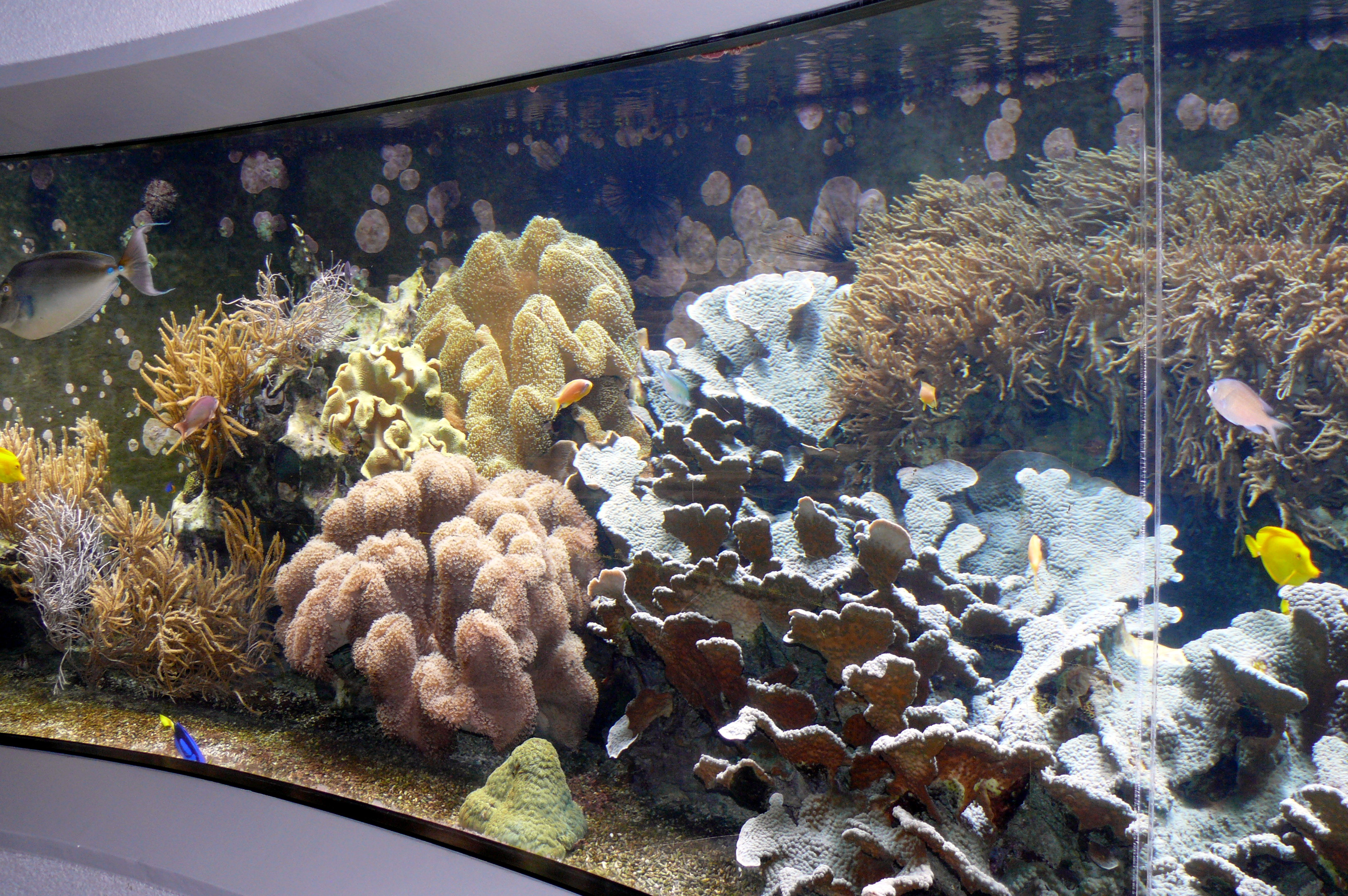
Ein Teil des großen Riffaquariums

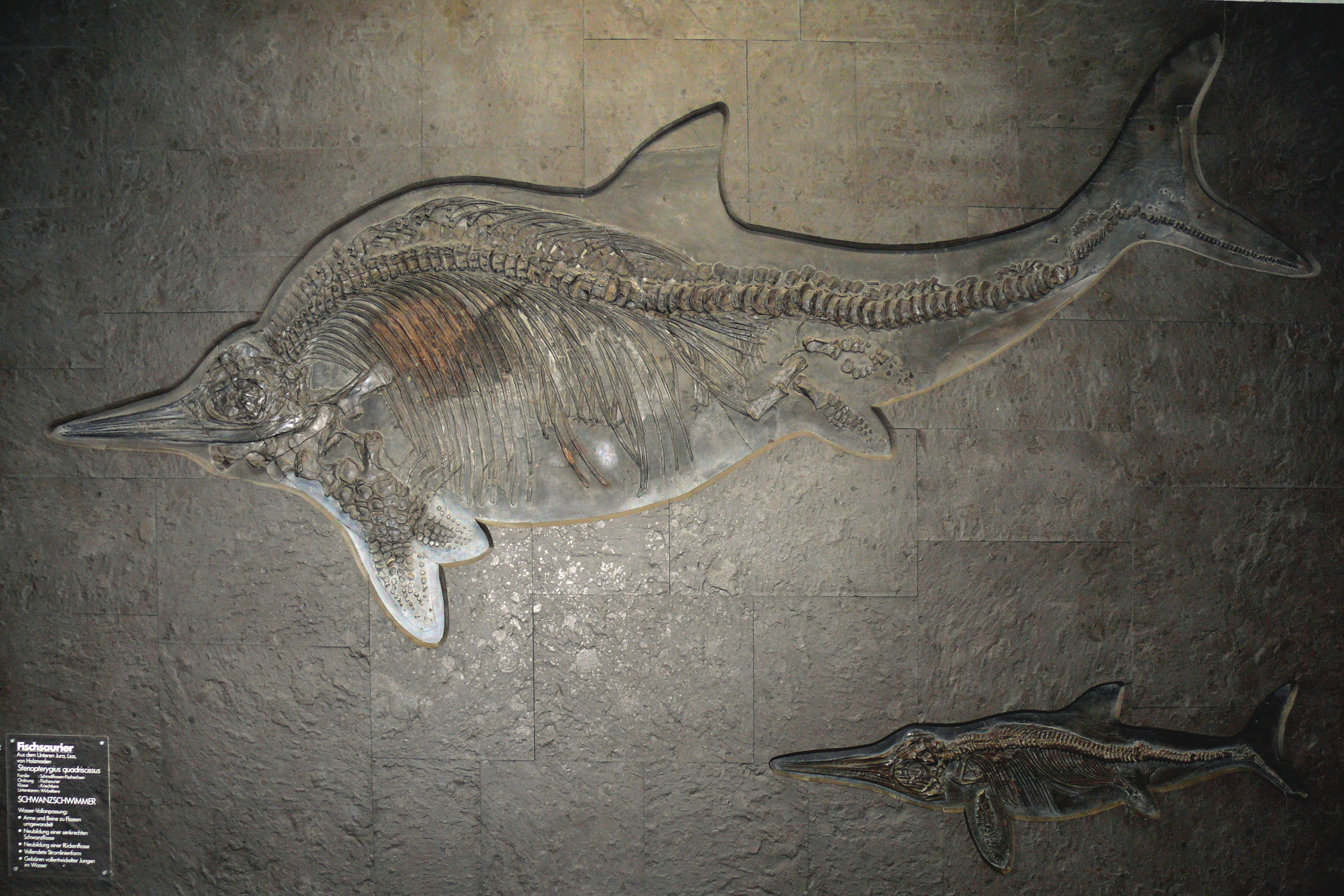
Fossil von Stenopterygius quadriscissus

Das Aquazoo Löbbecke Museum ist eine Einheit aus Zoo und Naturkundemuseum unter Trägerschaft der Stadt Düsseldorf. Es wurde im Jahr 1987 im Nordpark unter dem Namen Löbbecke-Museum + Aquazoo eröffnet. Auf einer Fläche von 6800 Quadratmetern werden in 25 Themenräumen rund 560 Tierarten in Aquarien, Terrarien und einer Tropenhalle ausgestellt (Stand: Juli 2018). Die Ausstellung wird durch 1.400 naturkundliche Exponate, Modelle und interaktive Stationen komplettiert. Mit knapp 500.000 Besuchern pro Jahr ist das Aquazoo Löbbecke Museum seit vielen Jahren die bei weitem besucherstärkste Kultureinrichtung der Stadt Düsseldorf.

## Geschichte
Das Aquazoo Löbbecke Museum hat zweierlei Wurzeln. Der museale Teil geht auf das private Museum des Apothekers Theodor Löbbecke zurück. Seine Sammlung wurde kurz nach seinem Tod im Jahr 1901 zum städtischen Besitz, aber nur unter der Voraussetzung, dass die Stadt Düsseldorf die Exponate in einem Museum ausstellt. Im Jahr 1904 wurde es unter dem Namen Löbbecke-Museum in der Reuterkaserne in der Düsseldorfer Altstadt eröffnet. Die Tradition der Zootierhaltung geht auf den Düsseldorfer Zoo zurück, der 1876 durch den Tierschutzverein „Fauna“ gegründet wurde. 1930 wurde das Löbbecke-Museum in den Zoo integriert, woraus sich die Einheit beider Einrichtungen erklärt.
Während des Zweiten Weltkrieges wurde im November 1944 der dem Zoo naheliegende Derendorfer Güterbahnhof schwer bombardiert, wobei zahlreiche Bomben im Zoo selbst einschlugen und diesen weitgehend zerstörten. Auch das Museumsgebäude erlitt schwere Schäden. Die meisten Ausstellungsstücke waren jedoch vorher evakuiert worden. Nach dem Zweiten Weltkrieg wurde die aus Zoo und Museum bestehende Einrichtung in einem Hochbunker gleich gegenüber dem alten Zoogelände als provisorischen Sitz untergebracht.
Nach langen – auch juristischen – Auseinandersetzungen zog die Einrichtung 1987 zum gegenwärtigen Standort im Nordpark um. Die Konzeption des neuen Gebäudes basierte auf den Plänen von Manfred Zahn, der bis Ende März 1994 über 27 Jahre lang das Institut leitete, bevor er seine Arbeit an seinen Nachfolger Wolfgang Gettmann übergab. Der 2008 verstorbene Düsseldorfer Oberbürgermeister Joachim Erwin forderte in seinem Vermächtnis den Bau eines Aquariums mit internationalem Anspruch. In den kommenden Jahren sollte das Institut baulich erweitert werden. Die Finanzierungsplanungen waren bereits abgeschlossen, jedoch wurde das Projekt im Zuge der Wirtschaftskrise und dem damit verbundenen Rückgang der städtischen Einnahmen auf unbestimmte Zeit zurückgestellt. Am 4. November 2013 wurde das Haus vorübergehend geschlossen, da eine umfangreiche  Sanierung nötig wurde. Die Wiedereröffnung war ursprünglich für Mai 2015 geplant, wurde aber auf den 22. September 2017 verschoben. Die Sanierungskosten stiegen um über 40 Prozent auf rund 21 Millionen Euro. Während der Umbauphase wurde Wolfgang Gettmann in den Ruhestand verabschiedet und Sandra Honigs als kommissarische Leiterin eingesetzt. 2016 folgte mit Jochen Reiter ein neuer Leiter für die Einrichtung. Auch wenn in Anbetracht der hohen Besucherzahlen und umfangreichen Sammlungen ein Ausbau der Einrichtung nach wie vor nötig wäre, ist eine Erweiterung derzeit nicht abzusehen.

## Ausstellung
Die Ausstellung des Aquazoo Löbbecke Museum ist als Rundgang konzipiert, der aus sechs Teilen (Vielfalt verstehen, Im Meer, Im Süßgewässer, An Land, Vielfalt bewahren und Vielfalt verstehen) besteht. Dabei wird eine thematische Verzahnung aus lebenden Tieren und naturkundlichen Objekten wie Fossilien, Skeletten und Modellen, sowie interaktiven Stationen dargestellt. Durch die Präsentation lebender und präparierter Tiere Seite an Seite, werden interessante Querverweise möglich: das Verhalten der Tiere kann durch den Besucher direkt mit morphologischen Details, wie sie nur an Präparaten sichtbar gemacht werden können, in Beziehung gesetzt werden. So findet sich beispielsweise ein präparierter Piranha-Schädel mit gut sichtbaren Zähnen in unmittelbarer Nähe zu einem Becken mit lebenden Piranhas. Morphologie, Verhalten und nachgestalteter Lebensraum werden so an einem Ort erfahrbar. Im aktuellen Ausstellungskonzept folgt der Besucher der Evolution des Lebens von seinen Ursprüngen im Meer, über die Besiedelung des Süßwassers und den Landgang bis hin zur Eroberung von Trockengebieten und (bei einigen Tiergruppen) der Rückkehr von einer terrestrischen zu einer aquatischen Lebensweise. Ergänzt wird dieser Erzählstrang durch eine separate mineralogische Ausstellung und einen Ausstellungsbereich, der den Fokus auf das Verhältnis von Meer und Mensch lenkt.
Im Zuge der Neugestaltung der Ausstellung wurde auch eine Kinderebene geschaffen, in welcher die Schlammspringer Fred und Theodor Löbbecke als Comicfiguren Kinder durch die Ausstellung begleiten.

## Sammlung
Das Aquazoo Löbbecke Museum beherbergt eine Sammlung von rund 900.000 Naturobjekten aus den Bereichen Biologie, Geologie/Mineralogie und Paläontologie. Zu den bedeutsamsten Sammlungsteilen gehören die malakologische Sammlung mit über 360.000 Exemplaren (darunter insbesondere die Sammlung des Museumsgründers Theodor Löbbecke), die Insekten- und Spinnensammlung mit etwa 530.000 Exemplaren, eine Vogeleier-Sammlung aus Löbbeckes Besitz mit 8500 Stücken sowie eine osteologische Sammlung, die auf dem Nachlass des Tierbildhauers Josef Pallenberg basiert und stetig ergänzt wird. Die mineralogische Sammlung enthält mehr als 3000 Exponate aus der ganzen Welt. Die Sammlung, eine Schenkung des Düsseldorfers Franz Hönekopp (1904–1985), ist systematisch nach Strunz aufgebaut. In kleineren Sammlungsteilen werden Korallen, Dermoplastiken, Nasspräparate und Naturabgüsse von Wirbeltieren und auch Pflanzen in einem Herbarium bewahrt. Diese umfangreiche naturkundliche Sammlung wird ergänzt durch Objekte aus dem Besitz der Meeresforscher und Unterseefilmer Hans Hass und Kurt Schaefer, mit historischen Tauchgeräten und Objekten der Unterwasserfotografie und -videografie. Auch ein Archiv mit Dokumenten aus der Museumsgeschichte und eine Bibliothek mit über 5000 Monografien gehören zum Sammlungsbestand.

## Naturbildung
Das Aquazoo Löbbecke Museum gilt als meistbesuchter außerschulischer Lernort in Düsseldorf und Umgebung. Mehr als 17.000 Personen, darunter 10.000 Schülerinnen und Schüler, haben im Jahr 2017, dem Jahr der Wiedereröffnung nach der Sanierung das Angebot der Umweltbildung vor Ort oder bei Schulbesuchen durch das Institut in Anspruch genommen. Im Jahr 2018, dem ersten Jahr nach der Wiedereröffnung, waren es etwa 35.000 Menschen. Der 2020 am Aquazoo-Löbbecke Museum errichtete Evolutionsweg ist eine Wegstrecke mit 20 erläuternden Tafeln, deren Anfangspunkt den Beginn der Evolution symbolisiert; der Endpunkt des Weges steht symbolisch für das Auftreten des Menschen (Homo sapiens).

## Artenschutz
Wie andere zoologische Einrichtungen auch, beteiligt sich das Institut an verschiedenen Erhaltungszucht- und Wiederansiedelungsprogrammen. So wird beispielsweise das Zuchtbuch für Gundis geführt. Daneben sind zwei weitere Programme erwähnenswert: Ein durch die Europäische Union gefördertes Projekt zur Wiederansiedelung des Maifisches im Rhein, dessen Koordination im Aquazoo stattfindet. Ferner unterhält der Zoo eine durch die Stadt Düsseldorf geförderte Amphibienschutz- und Zuchtstation, in der verschiedene vom Aussterben bedrohte Tiere gepflegt und zum Teil bereits erfolgreich vermehrt wurden. Die Mitarbeiter publizieren ihre Erfahrungen zu Haltung und Zucht seltener Amphibien in eigenen Monografien.

## Auszeichnungen
Am 9. Februar 2015 wurde dem Aquazoo Löbbecke Museum für seine Zucht- und Schutzstation für Amphibien das erste Mal die Auszeichnung der UN als Projekt der UN-Dekade der Biodiversität verliehen. Als Anerkennung für die geleistete Arbeit erhielt das Projekt diese Auszeichnung am 15. März 2017 ein zweites und am 15. Februar 2019 ein drittes Mal.
2011 erhielt das Aquazoo Löbbecke Museum von der Historical Diving Society zwei Preise für den Erhalt und das öffentliche Zugänglichmachen der tauchhistorisch wertvollen Nachlässe von Hans Hass und Kurt Schaefer: den Nick Icorn Diving Heritage Award für Personen und Organisationen, die sich durch „Bewahrung durch Erziehung“ um das öffentliche Gemeinwohl verdient gemacht haben und den International Nautiek Award.